# Illahee (Washington)
Illahee es un área no incorporada ubicada en el condado de Kitsap en el estado estadounidense de Washington.

## Geografía
Illahee se encuentra ubicado en las coordenadas 47°36′46″N 122°35′48″O / 47.61278, -122.59667.